# Пиньян (Парана)
Пиньян (порт. Pinhão) — муниципалитет в Бразилии, входит в штат Парана. Составная часть мезорегиона Юго-центральная часть штата Парана. Входит в экономико-статистический микрорегион Гуарапуава. Население составляет 29 117 человек на 2007 год. Занимает площадь 2001,586 км². Плотность населения — 14,54 чел./км².
Праздник города — 15 декабря.

## Статистика
- Валовой внутренний продукт на 2003 год составляет 448 618 558,00 реалов (данные: Бразильский институт географии и статистики).
- Валовой внутренний продукт на душу населения на 2003 год составляет 15 932,19 реала (данные: Бразильский институт географии и статистики).
- Индекс развития человеческого потенциала на 2000 год составляет 0,713 (данные: Программа развития ООН).

## География
Климат местности: субтропический гумидный.